# 心甾内酯
心甾烯內酯又称卡烯内酯、甲型强心苷元，简称强心甾，是一种甾体结构母核。许多种植物能产生其衍生物，常为强心苷的糖苷配基，通常具有毒性。